# Муттаки, Амир Хан
А́мир Хан Муттаки́ (араб. امیر خان متقی‎, урду ملا امیرخان متقی‎, пушту امیر خان متقی‎ ˈamɪr xɑn mʊtaˈqi) — афганский политик, член руководства движения Талибан, исполняющий обязанности министра иностранных дел Исламского Эмирата Афганистан (с 2021).

## Биография

### Ранние годы
Амир Хан Муттаки родился предположительно в 1968 году в афганской провинции Пактия, впоследствии жил в провинциях Забуль, Кандагар и Гильменд.
Согласно трудно проверяемым данным разных источников, Муттаки наряду с несколькими другими лидерами движения «Талибан» 1990-х годов окончил в Пакистане медресе Хаккания, получившее репутацию «университета джихада» (имеются данные, что в период с 1945 по 1989 год там учился 371 афганец).

### Деятельность в рядах Талибана
В ранний период формирования в Кандагаре движения Талибан (1990—1994 годы) Муттаки находился в Пешаваре и занимал должность телохранителя Мухаммеда Наби.
В 1996—2001 годах занимал в правительстве Первого Исламского Эмирата Афганистан должности министра информации и культуры, а также министра образования.
25 января 2001 года Муттаки внесён в санкционный список ООН ввиду нахождения его в составе правительства талибов.
29 октября 2001 года, занимая должность официального представителя талибов, в интервью информационному агентству «Афган Исламик Пресс» обвинил Россию и США в наличии у них планов расчленения Афганистана на несколько частей и заявил, что при попытке осуществить такие намерения Россия распадётся так же, как СССР после Афганской войны.
После ввода американских войск в 2001 году Муттаки возглавлял в Талибане Комиссию по приглашению и руководству, которая занималась склонением к сотрудничеству должностных лиц официального правительства, поддерживаемого западной коалицией. Позднее был направлен в Катар, где возглавил делегацию Талибана на мирных переговорах с США. Вошёл в состав Высшего совета Талибана.
По информации телеканала Аль-Джазира от 17 августа 2021 года Амир Хан Муттаки с выводом войск США из Афганистана, общенациональным наступлением движения Талибан и падением Кабула находился в афганской столице и вёл переговоры о формировании инклюзивного правительства с видными представителями прежних властей Хамидом Карзаем и Абдуллой Абдуллой.

### Исполняющий обязанности министра иностранных дел
7 сентября 2021 года Муттаки получил портфель министра иностранных дел в переходном правительстве Исламского Эмирата Афганистан, сформированном талибами. 11 сентября он призвал дипломатов вернуться на свои рабочие места, поскольку новое правительство нуждается в их профессионализме.
12 сентября 2021 года в Кабуле самый высокопоставленный гость Афганистана с момента прихода к власти талибов, министр иностранных дел Катара Мохаммед бен Абдулрахим бен Жассим Аль Тхани, вёл переговоры с премьер-министром Ахундом и несколькими министрами, включая Муттаки, обсуждая необходимость включения в правительство представителей разных групп и борьбу с террористическими группировками (накануне Аль Тхани встречался в Москве с министром иностранных дел России С. В. Лавровым).
14 сентября 2021 года группа дипломатов прежнего режима в Кабуле опубликовала обращение к мировому сообществу с призывом не признавать правительство талибов и с упрёком в адрес бывших союзников, «оставивших наш народ на милость террористической группировки».
5 октября Муттаки провёл в Кабуле переговоры со специальным представителем премьер-министра Великобритании Саймоном Гассом о возможности урегулирования отношений между двумя странами (британское посольство в Афганистане после вывода британских войск в августе было временно перемещено в Катар).
20 октября 2021 года принял участие в новом московском совещании по афганской проблеме в отсутствие представителей США по техническим причинам, но с участием России, Китая, Пакистана, Индии, Ирана и пяти среднеазиатских государств, участники которого обратились к ООН с призывом организовать международный консорциум по восстановлению Афганистана с возложением основной экономической нагрузки на участников западной коалиции, ведших военные действия в этой стране с 2001 года. Муттаки заявил, что Афганистан никогда не позволит использовать свою территорию для создания угроз безопасности других государств.
В октябре 2023 года в ходе пятого заседания (первое заседание состоялось ещё 14 апреля 2017 года) Московского формата консультаций по Афганистану в Казани с участием, помимо представителей Талибана во главе с Муттаки, делегаций одиннадцати соседних государств, отверг предложения о принципах формирования нового правительства, сочтя их вмешательством во внутренние дела Афганистана, и настаивал на выработке мер регионального сотрудничества.
17 апреля 2025 года Верховный суд Российской Федерации исключил Талибан из списка террористических организаций.
3 июля 2025 года Россия стала единственным государством — членом ООН, официально признавшим Исламский Эмират Афганистан, и заместитель министра иностранных дел Андрей Руденко принял копии верительных грамот у посла Гуль Хасана Хана.